# Рупа Госвами
Ру́па Госва́ми (IAST: Rūpa Gosvāmī; 1493—1564) — вайшнавский богослов и святой. Наряду со своим старшим братом Санатаной Госвами принадлежал к группе вриндаванских госвами — преемников и близких спутников Чайтаньи.

## Жизнеописание

### Семья и родословная
Джива Госвами, в конце своего комментария на «Бхагавата-пурану» «Лагху-вайшнава-тошани», приводит историю рода Рупы Госвами, которая прослеживается до XIV века, когда в Карнатаке жил уважаемый учёный брахмана и раджа Сарвагья. Он был яджур-ведическим брахманом и принадлежал к династии, берущей начало от мудреца Бхарадваджи. Сарвагья был очень образован и прославился как «джагад-гуру», или «учитель мира». У него был сын Анируддха, который также получил известность за свою учёность. В 1416 году Анируддха стал раджей южноиндийского княжества. У него было две жены, каждая из которых родила ему по одному сыну, Рупешвару и Харихару. Рупешвара был большим учёным во всех разделах священных писаний, а его брат Харихара был особо сведущ в текстах, касающихся царской политики и военного дела. После смерти своего отца, братья поделили княжество между собой. Вскоре, однако, Харихара силой отобрал у своего брата его земли и Рупешвара, вместе со своей женой покинул Карнатаку и обосновался в Паурастье, где их приютил местный раджа Шри Шекхарешвара. Там у Рупешвары родился сын Падманабха, который стал великим пандитом в области ведических писаний. Падманабха перебрался в Бенгалию и поселился в городе Найхати, на берегу Ганги. У него было восемнадцать дочерей и пятеро сыновей. Все его сыновья также были знатоками писаний. Звали их Пурушоттама, Джаганнатха, Нараяна, Мурари и Мукунда. У младшего сына, Мукунды, родился сын по имени Кумарадева, у которого было много детей. Когда в Найхати произошли индо-мусульманские столкновения, Кумарадева переехал в провинцию Джессор, в область, граничащую с Баклачандрадвипой в Восточной Бенгалии (ныне Бангладеш). Большинство исследователей считает, что Кумарадева жил в том месте, где сейчас стоит деревня Прембагх, которая расположена неподалёку от Рамсхары. У Кумарадевы и его жены Реватидеви было шесть детей, трое из них — Амара, Сантоша и Валлабха — стали выдающимися вайшнавами, известными под именами Рупа, Санатана и Анупама.

### Детство и юность
Рупа родился в 1493 году в бенгальской деревне в провинции Джессор (ныне в Бангладеш). Старшим его братом был Санатана, а младшим — Анупама. Санатана, Рупа и Анупама — это имена, которые им дал Чайтанья Махапрабху. В некоторых источниках утверждается, что при рождении родители дали Рупе имя Амара, Санатане — Сантоша, а Анупаме — Валлабха. Все три брата с раннего детства очень любили играть в лесах, окружавших их родительский дом. Там, среди деревьев тамала, кели-кадамба и туласи, они воспроизводили лилы Кришны, дав лесным прудам имена священных озёр во Вриндаване, — Радха-кунда и Шьяма-кунда. Таким образом, братья были постоянно погружены в памятование о Кришне и его играх.
С детства Рупа начал изучать логику, философию и риторику. После смерти своего отца Кумарадевы, братья переехали жить в дом своего дяди по матери в Сакурме, недалеко от тогдашней столицы Бенгалии. Там они продолжили своё образование. Они обучались ньяе и веданте у известного учёного Сарвабхаумы Бхаттачарьи и у его брата Мадхусуданы Видьявачаспати. Они также выучили санскрит, арабский, персидский и местные языки. Санскритом они овладели под руководством Видьявачаспати, а персидскому и арабскому их научил Сьед Факир-уд-Дин, — известный учёный и землевладелец из Сантаграма. Вскоре братья заслужили в народе большую популярность. Их уважали за широту познаний в области духовной науки и называли «царями мудрости».

### Поступление на службу в правительство Хуссейн Шаха
В то время Бенгалией, Бихаром и бо́льшей частью Ориссы правил Ала ад-дин Хусайн-шах (1493—1519). У него был советник, который был способен видеть будущее. Однажды Хуссейн Шах спросил его, какие шаги необходимо предпринять для обеспечения процветания царства. Советник сообщил, что в Бенгалии живут два молодых брахмана по имени Амара и Сантоша, которые несмотря на свой молодой возраст уже прославились своей мудростью, эрудицией и возвышенными качествами. Если Хуссейн Шах назначит их своими министрами, то процветание его царству обеспечено. Хуссейн Шах подумал, что заставив служить себе этих уважаемых и популярных в народе брахманов, он обретёт большой авторитет среди своих поданных. Шах немедля вызвал Амару и Сантошу к себе на аудиенцию и предложил им посты в правительстве Бенгалии. По свидетельству «Бхакти-ратнакары», Хуссейн Шах пригрозил братьям изгнанием и физической расправой, в случае если они откажутся служить ему. Также он пообещал излить свой гнев на всё брахманическое сообщество Бенгалии. Опасаясь, что Хуссейн Шах приведёт свою угрозу в исполнение, Амара и Сантоша приняли его предложение. В «Бхакти-ратнакаре» говорится, что они пошли на этот шаг не ради личной выгоды или опасения за свою жизнь, но ради того, чтобы уберечь вайшнавов Бенгалии от возможных преследований со стороны мусульман.
В те времена многие индусы служили мусульманским правителям. В гаудия-вайшнавских текстах упоминаются и другие вайшнавы, состоявшие на службе в правительстве Хуссейн Шаха: Кешава Васу Кхан служил у Шаха городским магистром; Гопинатха Васу и Пурандара Кхан служили министрами; Мукунда Кавираджа был врачом; Кешава Чхатри — дипломатом и советником.
Амара занял должность главного казначея, «Дабир Кхаса», а Сантоша был назначен личным секретарём Хуссейн Шаха, получив при этом титул «Сакара Маллик». Братья очень успешно справлялись со своими обязанностями, за что получали от Шаха большое жалованье и скоро нажили огромное богатство. Они заслужили уважение мусульман за свою учёность, компетентность в вопросах государственного управления и праведность. Согласно индуистским обычаям того времени, если человек общался с мусульманами, он считался осквернённым и более не принадлежал к варне брахманов. Таким образом, поступив на мусульманскую службу, Амара и Сантоша одновременно потеряли своё уважаемое положение в обществе бенгальских брахманов. Будучи на службе у Хуссейна Шаха, Амара занялся литературной деятельностью, написав книгу «Хамсадута» и несколько других произведений.

### Жизнь в Рамакели и создание Гупта-Вриндаваны
Поступив на службу к Хуссейн Шаху, Амара, Сантоша и Валлабха поселились в округе Малда, в городе Рамакели, который в то время был столицей Бенгалии. В те времена, в Рамакели жило много известных вайшнавских деятелей, включая сына Адвайты Ачарьи Нрисимху. Там, дом Амары и Сантоши регулярно посещали многие известные учёные и брахманы. Они приходили не только из соседнего Навадвипа и Бенгалии, но и из-за её пределов, в частности из Карнатаки. Среди из этих пандитов были также учителя Амары и Сантоши: Видьявачаспати и его брат Сарвабхаума Бхаттачарья.
Используя своё огромное состояние, нажитое на службе у Хуссейн Шаха, братья создали в Рамакели парк «Гупта-Вриндавана» («скрытую Вриндавану») — копию деревни Вриндаваны, в которой Кришна провёл свои детские игры во время своего пребывания на земле. Посреди Гупта-Вриндаваны, Амара и Сантоша воссоздали священные озёра Радхи и Кришны — Радха-кунду и Шьяма-кунду. В рощах Гупта-Вриндаваны, братья проводили много времени в беседах о духовных играх Кришны, тем самым облегчая себе тяготы государственной службы.

### Переписка с Чайтаньей
Когда Амара и Сантоша услышали об удивительных деяниях Чайтаньи в близлежащем Навадвипе, они немедленно загорелись желанием встретится с ним. Но к их великому огорчению, Чайтанья в это время принял санньясу и отправился в Пури. Подавленные горем, они услышали божественный голос, который призвал их не беспокоится и пообещал им, что Чайтанья очень скоро вернётся назад в Бенгалию. Регулярно они писали Чайтанье письма, прося его милости и высказывая желание посвятить свои жизни служению ему.

### Прибытие Чайтаньи в Рамакели
В 1514 году, проведя пять лет в Пури, Чайтанья, желая опять увидеть Гангу и навестить свою мать, вернулся в Навадвипу. Описывается, что радость местных вайшнавов не знала границ. Чайтанья остановился на несколько дней в доме Адвайты Ачарьи в Шантипуре, а затем продолжил свой путь в Рамакели. В «Чайтанья-чаритамрите» описывается, что где бы ни появлялся Чайтанья, толпы людей приходили посмотреть на него. В тех местах, где Чайтанья касался земли своими стопами, люди тут же приходили и собирали пыль. Желающих получить пыль со стоп Чайтаньи было настолько много, что вдоль дороги оставалось множество ям.
Во время своих путешествий, Чайтанья проводил санкиртану — публичное воспевание святых имён Кришны. Он по многу часов танцевал и иногда, приходя в экстаз от любви к Кришне, падал в обморок. Когда мусульманский правитель Бенгалии услышал, что Чайтанья привлёк неисчислимое количество людей, он очень изумился. Его заинтересовала личность Чайтаньи и он стал расспрашивать о нём Амару и Сантошу. Они ответили, что так как Хуссейн Шах был царём и следовательно представителем Бога, то должен был сам знать, лучше чем кто бы то ни было, кто такой Чайтанья. После этого мусульманский царь предположил, что такой человек, за которым следует столько людей, непременно должен быть пророком. Он приказал судье не причинять Чайтанье каких-либо беспокойств и позволить ему делать всё, что он пожелает.

### Первая встреча Рупы и Санатаны с Чайтаньей
После прибытия в Рамакели, Чайтанья вместе со своими самыми близкими спутниками остановился отдохнуть под деревом на берегу Ганги. Ночью туда пришли Амара и Сантоша, о прибытии которых Чайтанье доложили Нитьянанда и Харидаса Тхакур. Находясь на службе у мусульман, Амара и Сантоша решили пойти к Чайтанье глубокой ночью, чтобы остаться неузнанными. В это время с Чайтаньей также находился их брат Валлабха со своим трёхлетним сыном Дживой, который в будущем получил известность как Джива Госвами.
В знак величайшего смирения, Амара и Сантоша взяли в зубы по соломинке и, обвязав шею тканью, распростёрлись перед Чайтаньей. При виде Чайтаньи, они преисполнились радости и начали плакать. Чайтанья попросил их подняться и благословил их. Они встали и смиренно вознесли молитвы со сложенными руками. Они представились как люди самого низкого класса, находящиеся на службе у мусульман-мясоедов и попросили Чайтанью пролить на них свою милость. Продолжая молить Чайтанью, Амара и Сантоша сказали, что никто во вселенной не в силах спасти их. Только Чайтанья был способен сделать это, так как его миссией было освобождение самых падших душ. Они сравнили себя с Джагаем и Мадхаем, предположив, что если Чайтанья освободит таких великих грешников, как они, то слава о его милости непременно разлетится по всему миру.
Выслушав их молитвы, Чайтанья объявил, что оба они жизнь за жизнью были его верными слугами и отныне их будут звать Рупа и Санатана. Он сказал, что целью его прихода в Бенгалию была именно встреча с ними. Чайтанья заверил Рупу и Санатану, что их мирскому служению в правительстве Хуссейна Шаха скоро придёт конец и повелел им возвращаться домой и не беспокоиться о своём будущем. Затем Чайтанья благословил их, положив им руки на головы, после чего братья коснулись своими головами его стоп. При виде этого, все присутствовавшие там вайшнавы обрадовались и начали петь киртан. Там было много ближайших сподвижников Чайтаньи, в том числе Нитьянанда, Харидаса Тхакур, Шриваса Тхакур, Гададхара, Мукунда, Джагадананда, Мурари Гупта и Вакрешвара Пандит. Затем, по указанию Чайтаньи, Рупа и Санатана коснулись стоп каждого из этих вайшнавов, которые поздравили двух братьев с тем, что они обрели милость Чайтаньи. Затем Чайтанья обнял Рупу и Санатану, обратившись ко всем присутствующим с просьбой благословить их.
Рупа и Санатана были озабочены намерением Чайтаньи продолжить свой путь во Вриндавану. Они предостерегли Чайтанью, сказав, что Хуссейн Шах, при всей его внешней почтительности, очень заботится о сохранении своего политического господства и потому способен причинить вред такому влиятельному проповеднику, как Чайтанья. Если Хуссейн Шах узнает о том, что два его близких подданных собираются оставить государственную службу и присоединится к Чайтанье, гневу его не будет границ. Когда этот аргумент не возымел действия, Рупа и Санатана напомнили Чайтанье о вайшнавском этикете, согласно которому санньяси не следовало появляться в святом месте, подобном Вриндавану, в сопровождении большого количества людей. Этот последний довод убедил Чайтанью и вместо того, чтобы идти во Вриндавану, он решил вернулся в Пури. Спустя несколько месяцев, Чайтанья всё же совершил паломничество во Вриндавану, добравшись туда без всяких происшествий.

### Оставление государственной службы. Паломничество в Праяг, Варанаси и Вриндаван
После встречи с Чайтаньей, Рупа и Санатана решили оставить государственную службу. Рупа и Анупама сделали это немедленно, совершив под руководством двух брахманов необходимые очистительные обряды. Рупа разделил все накопленные им богатства на три части. Половину он раздал брахманам, четверть — родственникам, а оставшуюся четверть оставил себе на случай непредвиденных обстоятельств. Позже эта сумма ушла на подкуп тюремщика и освобождение Санатаны, заключённого Хуссейн Шахом в тюрьму.
Рупа и Анупама сначала отправились в Праяг, где во второй раз встретились с Чайтаньей, который в течение десяти дней давал им философские наставления. Позже, эти наставления послужили основой для главного труда Рупы Госвами — «Бхакти-расамрита-синдху». Затем Рупа и Анупама сопровождали Чайтанью до Варанаси, откуда по его просьбе они отправились во Вриндаван. Посетив Вриндаван, братья решили вновь встретиться с Чайтаньей, который в это время находился в Пури.

### Встреча с Чайтаньей в Пури и получение наставлений
По пути в Пури Анупама скончался. Ещё находясь в пути, Рупа Госвами начал писать драматическое произведение, одна часть которого была посвящена лилам Кришны во Вриндаване, а другая — лилам в Двараке. Лилы Кришны в Двараке Рупа Госвами описал по просьбе Сатьябхамы, супруги Кришны в Дварака-лиле, явившейся ему во сне. Придя в Пури, он показал свою пьесу Чайтанье, который указал ему на то, что согласно науке расы, существует принципиальная разница между лилами Кришны во Вриндаване и в Двараке, и посему они должны быть выделены в два отдельных произведения. Рупа Госвами последовал этому наставлению и позднее закончил две пьесы: в 1532 году — пьесу о Вриндавана-лиле Кришны под названием «Видагдха-мадхава», а в 1546 году — пьесу о Дварака-лиле, «Лалита-мадхава».
Рупа Госвами провёл в Пури в общей сложности десять месяцев. Всё это время он близко общался с Чайтаньей и выслушивал его наставления. Затем Чайтанья велел Рупе Госвами возвратится во Вриндавану, открыть и восстановить там забытые святые места, связанные с играми Радхи и Кришны, построить храмы и написать авторитетные труды по кришнаитскому богословию, представляющие науку чистой бхакти в соответствии с учением Чайтаньи.

### Последний период жизни во Вриндаване
Когда Рупа Госвами прибыл во Вриндавану, там уже трудились несколько вайшнавов, посланных ранее Чайтаньей. Они испытывали множество трудностей и работа шла медленно. Рупе Госвами практически пришлось всё начинать с нуля. В 1515 году к нему присоединился его брат Санатана Госвами. Вместе они остались во Вриндаване до конца своих дней. Их жизнь была описана Кришнадасой Кавираджей в «Чайтанья-чаритамрите». Он пишет, что Рупа и Санатана полностью отреклись от физических удовольствий. У них не было постоянного места жительства — жили они под деревьями, проводя одну ночь под одним деревом, а следующую — под другим. Ели они только сухари и жареные орехи, которые им жертвовали местные жители. Одевались они в рваные одеяла, а с собой носили лишь сосуды для воды. Практически двадцать четыре часа в сутки они были заняты воспеванием имён Кришны, обсуждением его игр и написанием трудов по гаудия-вайшнавскому богословию. Часто они испытывали духовный экстаз и танцевали, ликуя от радости. Спали они обычно всего по полтора часа в сутки, а в некоторые дни — не спали вообще.
Вскоре после прихода во Вриндавану, Рупа Госвами установил там божество Вриндадеви. Вриндадеви почитается как царица Вриндаваны, предложившая всё своё царство для служения Радхе. Сейчас это мурти находится в храме Мадана-мохана в лесу Камьяван (не путать с храмом Мадана-мохана, основанным Санатаной Госвами).

#### Предание о Радхе и сладком рисе
В «Бхакти-ратнакаре» рассказывается, как однажды Рупа Госвами захотел приготовить для Санатаны Госвами сладкий рис, но у него в кутире не было необходимых продуктов. Тогда Радха в облике юной девушки-пастушки гопи принесла Рупе Госвами молоко, рис и сахар — все ингредиенты, необходимые для приготовления сладкого риса. Девушка сказала, что хотела помочь святому санньяси, сделав это пожертвование. Рупа Госвами с благодарностью принял её подношение, после чего девушка удалилась. Рупа Госвами немедля приготовил сладкий рис и предложил его своему божеству Говиндадеве. Вскоре к нему в гости пришёл Санатана Госвами. Отведав приготовленного Рупой Госвами сладкого риса, он почувствовал необычное чувство радости и восторга. Рупа Госвами рассказал ему, что все необходимые ингредиенты для приготовления прасада принесла какая-то незнакомая девушка-пастушка. Когда Санатана Госвами услышал об этом, из его глаз потекли слёзы и он начал сетовать, что так как эта девушка была самой Радхой, то приняв от неё служение, они оба погубили себя.

#### Обретение божества Говиндадевы и строительство храма Радхи-Говинды
Всем сердцем Рупа Госвами желал исполнить волю Чайтаньи, и поэтому очень тяжело переживал неудачи. Он очень хотел найти знаменитое божество Говиндадевы, которое было установлено за 4500 лет до этого правнуком Кришны, Ваджрой. Как-то раз Рупа Госвами сидел на берегу реки Ямуны, с горечью размышляя о трудностях, казавшихся непреодолимыми. Вдруг перед ним предстал мальчик-пастушок необыкновенной красоты. В его чёрных вьющихся волосах было красивое павлинье перо. Рупа Госвами рассказал ему о своих переживаниях и трудностях, о том, что он никак не мог отыскать божество Говиндадевы — главное божество этой части Вриндаваны. Тогда пастушок отвёл Рупу на холм Гоматила. Там он указал ему на корову, которая приходила туда каждый день и поливала землю своим молоком. Пастушок сказал, что именно в этом месте зарыто божество Говиндадевы. Услышав это, Рупа Госвами преисполнился духовным экстазом и упал без сознания на землю. Когда он очнулся, пастушка, который был самим Кришной, уже не было.
Божество Говиндадевы с помощью местных жителей было извлечено из земли и установлено надлежащим образом. Тысячи людей пришли на праздник явления Говиндадевы. Описывается, что его прекрасная форма наполняла любовью сердце любого, кто видел его. Рупа Госвами послал письмо Чайтанье, где рассказал историю нахождения божества. В ответ Чайтанья отослал во Вриндавану одного из своих спутников, Кашешвару Пандита, наказав ему помогать Рупе Госвами поклоняться Говиндаджи.
Вслед за чудесным явлением Кришны в работе по восстановлению Вриндаваны наступил переломный момент. Вскоре началось строительство величественного храма, чтобы поклоняться божеству со всем надлежащим великолепием. Рупа Госвами привлёк к возведению храма многих знатных и богатых людей. Позже, могущественный царь Джайпура и ученик Рагхунатхи Бхатты Госвами раджа Ман Сингх пожертвовал большое количество очень дорогого красного камня. Храм Радхи-Говинды, один из семи основных храмов Вриндаваны, был завершён в 1590 году, уже после смерти Рупы. В конце XVII века, во время гонений могольского императора Аурангзеба, храм был наполовину разрушен: из семи его этажей сохранилось только три. Дабы спасти божество Говиндадевы от мусульман, его перевезли в Джайпур, где оно находится и по сей день.

#### Смерть
Рупа Госвами умер в 1564 году во Вриндаване. Его самадхи находится в храме Радхи-Дамодары. В традиции гаудия-вайшнавизма принято считать, что в вечных играх Кришны (нитья-никунджа-лиле) он является Рупой Манджари.

## Литературный вклад
Наряду с заботами по восстановлению святых мест, возведению храма и духовному руководству многочисленной общиной вайшнавов, Рупа Госвами занимался составлением книг. В «Чайтанья-чаритамрите» упоминается, что его литературное наследие включает более 100 000 стихов (как рифмованных, так и в ритмической прозе). Самой главной книгой Рупы Госвами является «Бхакти-расамрита-синдху». В этом монументальном труде подробнейшим образом раскрывается понятие расы в форме систематической науки. В тончайших деталях Рупа Госвами описывает личностные взаимоотношения джив с Кришной, обосновывая свои заключения ссылками на различные священные писания индуизма. За это вайшнавы присвоили Рупе Госвами почётный титул «Расачарья» («ачарья расы»).
Рупа Госвами написал много книг, посвященных кришнаитскому богословию, к числу которых относятся: «Упадешамрита», «Бхакти-расамрита-синдху», «Става-мала», «Хамсадута», «Удджвала-ниламани» и другие.